# Stomatorhinus
Stomatorhinus ist eine Gattung afrikanischer Süßwasserfische aus der Familie der Nilhechte (Mormyridae). Die meisten Arten der Gattung kommen im Kongobecken, weitere in Gabun und Kamerun vor.

## Merkmale
Stomatorhinus-Arten werden fünf bis elf Zentimeter lang und gehören damit zu den kleinsten Nilhechten. Ihr Körper ist kurz oder wenig langgestreckt. Die größte Körperhöhe befindet sich zwischen der Bauchflossenbasis und der Afterflossenbasis. Die Bauchflossen sind näher zu den Brustflossen als zur Afterflosse. Die Rückenflosse ist nur wenig kürzer als die Afterflosse, sie besitzt eine oder zwei einfache Flossenstrahlen vor den verzweigten Flossenstrahlen, was aber nur im Röntgenbild zu sehen ist.
Gattungstypisch ist, dass die vorn und hinten liegenden Nasenlöcher auf jeder Kopfseite nah beieinander in der Nähe der Mundöffnung stehen, die Nasenlöcher beider Kopfseiten aber weit auseinander stehen. Bei allen anderen Nilhechten befinden sich die Nasenlöcher entfernt von der Maulöffnung. Die Zähne, 7 bis 10 im Oberkiefer und 8 bis 10 im Unterkiefer, sind zweispitzig. Der Unterkiefer ist nicht verdickt.
Wie alle Nilhechte sind Stomatorhinus-Arten zur Elektrokommunikation und Elektroorientierung fähig. Der der Wahrnehmung elektrischer Felder zugeordnete Bereich des Gehirns besteht aus zwei Teilen auf jeder Gehirnseite, im Unterschied zu drei getrennten Bereichen bei allen anderen Nilhechten.
Die Fische sind unscheinbar, meist einfarbig gräulich oder bräunlich gefärbt.

## Arten
Der Gattung gehören 13 Arten an:
- Stomatorhinus ater Pellegrin, 1924
- Stomatorhinus corneti Boulenger, 1899
- Stomatorhinus fuliginosus Poll, 1941
- Stomatorhinus humilior Boulenger, 1899
- Stomatorhinus ivindoensis Sullivan & Hopkins, 2005
- Stomatorhinus kununguensis Poll, 1945
- Stomatorhinus microps Boulenger, 1898
- Stomatorhinus patrizii Vinciguerra, 1928
- Stomatorhinus polli Matthes, 1964
- Stomatorhinus polylepis Boulenger, 1899
- Stomatorhinus puncticulatus Boulenger, 1899
- Stomatorhinus schoutedeni Poll, 1945
- Stomatorhinus walkeri (Günther, 1867)